# Nea-Nidelvvassdraget

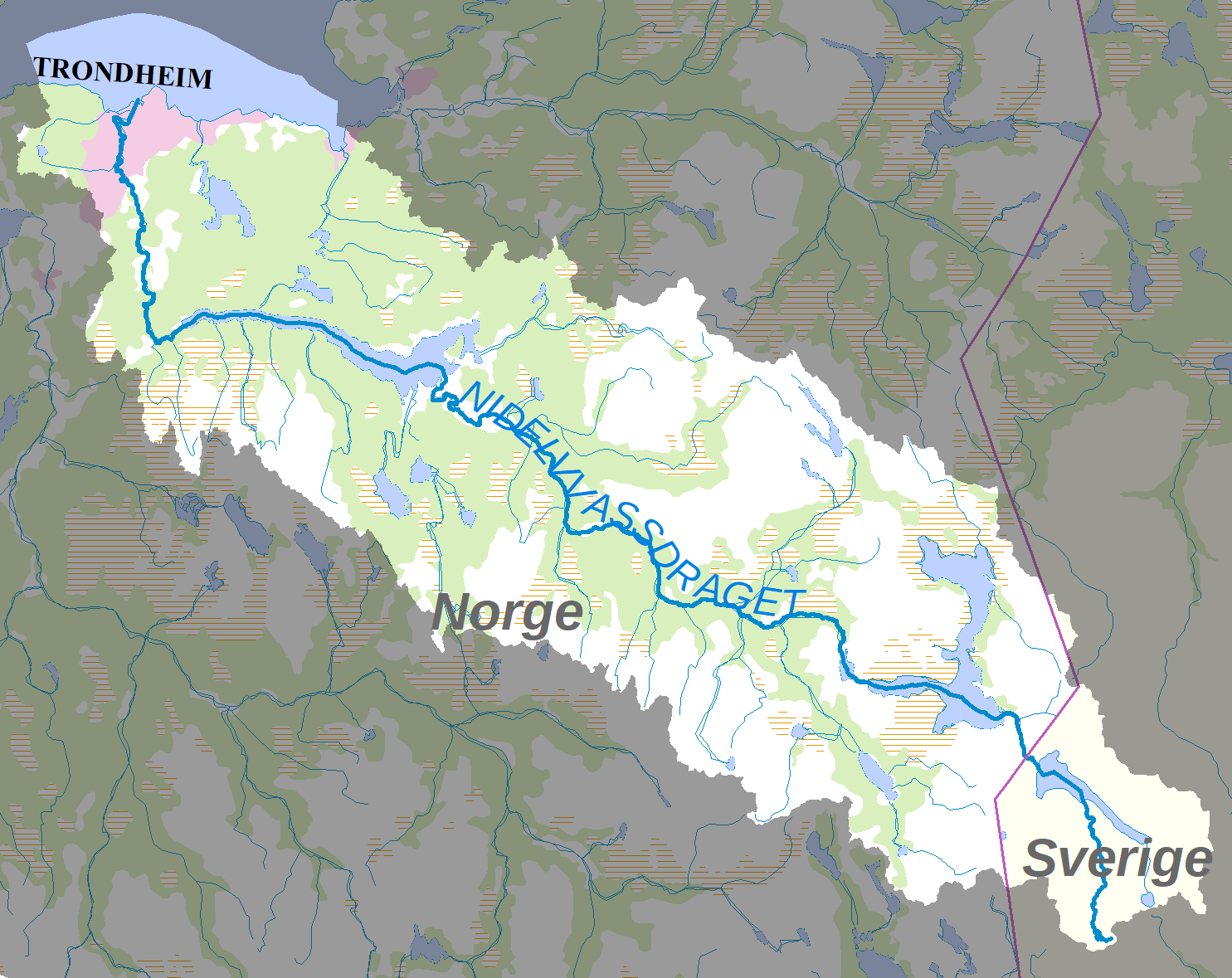
Einzugsgebiet des Nea-Nidelvvassdraget

Nea-Nidelvvassdraget ist ein Flusssystem in Norwegen. Es liegt in den Kommunen Tydal, Selbu und Trondheim im Fylke Trøndelag und mündet mit der Nidelva bei Trondheim in den Trondheimsfjord. 
Das Einzugsgebiet umfasst 3.100 km² und erstreckt sich 160 km von der schwedischen Grenze vom Sylan bis zum Trondheimsfjord. Trondheim Energiverk (TEV) betreibt 15 Wasserkraftwerke im Flusssystem, das stark reguliert wird. Die Jahresgesamtleistung liegt bei 2.600 GWh. Schon 1890 begann der Ausbau der Wasserkraft mit dem Øvre Leirfoss kraftverk.
Das Flusssystem ergibt sich aus dem Flusslauf der beiden namensgebenden Flüsse:
- Nidelva
- Nea

sowie deren Zuflüsse, von denen die folgenden erwähnenswert wären:
- Hena
- Lødølja
- Rotla
- Tya

Größere Seen und Stauseen im Flusssystem sind:
- Finnkoisjøen
- Nesjøen
- Selbusjøen
- Stor-Drakstsjøen
- Storslindvatnet
- Stuggusjøen
- Sylsjön
- Sørungen